# Кортини, Алессандро
Алессандро Кортини (итал. Alessandro Cortini; род. 24 мая 1976, Болонья) — итальянский музыкант, более известный по работе с американской группой Nine Inch Nails, как фронтмен электронно-альтернативной группы Modwheelmood и как ритм-гитарист The Mayfield Four. В январе-феврале 2009 Кортини отметился рядом выступлений в Канаде со своим сольным проектом blindoldfreak.

## Карьера
Алессандро Кортини родился в городе Болонья, но вырос в Форли. Кортини переехал из Италии в Соединённые Штаты, чтобы изучить гитару в Голливудской консерватории. После получения высшего образования, он на некоторое время оставил гитару и решил сосредоточиться на клавишных. В 2001—2002 гг, Кортини отправился в тур в качестве гитариста с Mayfield Four в поддержку их альбома «Second Skin». Преподавав некоторое время в Голливудской консерватории, он увидел объявление о прослушивании в Nine Inch Nails. Резнор, утверждал, что Алессандро Кортини «сразу же подошел». Он говорил:

Когда Алессандро вошёл, моей первой мыслю, было то, что он не совсем тот, кто мне нужен. Он был настойчив, но кроток, не тот агрессивный типаж, с которым ассоциируются Nine Inch Nails. Потом он начал играть, и через секунд тридцать я понял «Вот этот парень!» Я никогда в дальнейшем не сожалел о своем выборе. Не пытаясь подражать Чарли [Клоузеру], Алессандро погружается в музыку настолько, насколько это возможно.Оригинальный текст (англ.)My first thought when Alessandro walked in was that he didn't look like what I had in mind. His presence was intense but gentle, not the "I'm gonna attack you" energy fans might associate with NIN. Then he started, and within 30 seconds I was like "That's the guy!" I never once regretted it. Without taking anything away from Charlie, Alessandro is really into playing the studio parts as much as humanly possible. 
Кортини был клавишником в составе для «живых» выступлений Nine Inch Nails во время туров Live: With Teeth (2005 −2006) и Year Zero Performance 2007 (2007). Осенью 2006 года Кортини внёс свой вклад в программу Recording Artist Program, выступив консультантом на тему обучения студентов индивидуально. После этого он продолжил тур (преимущественно за пределами США) с Nine Inch Nails в поддержку альбома «Year Zero». В сентябре 2007 года Резнор расформировал «живой» состав. Судя по фотографиям, появлявшимся на официальном сайте группы в последующие месяцы, Алессандро вместе с Трентом Резнором, Аттикусом Россом, Эдрианом Белью записывал альбом 2008 года «Ghosts I–IV». Кортини также присоединился к группе во время тура Lights In The Sky Over North/South America 2008. 13 декабря 2008 года было объявлено, что он покидает Nine Inch Nails ради других проектов.
Кортини также является фронтменом лос-анджелесской группы Modwheelmood, которую он сформировал вместе с экс-гитаристом Abandoned Pools Пеле Хиллстромом.
На счету группы несколько EP, а также ремикс на песню «The Great Destroyer», вошедший в альбом Year Zero Remixed.
С сентября 2009 недолго заменял Моргана Николлза в группе Muse.

## Дискография

### СModwheelmood
- ? (2003)
- Enemies & Immigrants (2006)
- Pearls to Pigs, Vol. 1 (2007)
- Pearls to Pigs, Vol. 2 (2008)
- Pearls to Pigs, Vol. 3 (2008)

### СNine Inch Nails
- With Teeth (2005)
- Year Zero (2007)
- Ghosts I-IV (2008)
- The Slip (2008)
- Hesitation Marks (2013)

### СLadytron
- «Velocifero» (2008) — продюсер

### Ремиксы
- Nine Inch Nails «The Great Destroyer» в альбоме ремиксов Year Zero Remixed (2007)
- Ladytron «Ghosts» на сингле «Ghosts» (2008)
- Yoav «Adore Adore» (ремикс, 2008)
- Yoav «Beautiful Lie» (ремикс, 2008)

## Видеография
- Beside You In Time, Nine Inch Nails (2007)